# Leichtathletik-Länderkampf der Frauen 1977 BR Deutschland – USA
| 11. Leichtathletik-Länderkampf mit bundesdeutscher Beteiligung 1977 | 11. Leichtathletik-Länderkampf mit bundesdeutscher Beteiligung 1977 |
| ------------------------------------------------------------------- | ------------------------------------------------------------------- |
|                                                                     |                                                                     |
| Ländervergleich der Frauen: BR Deutschland – USA                    |                                                                     |
| Austragungsort                                                      | Gelsenkirchen                                                       |
| Wettbewerbe                                                         | 14                                                                  |
| Datum                                                               | 25./26. Juni                                                        |
| 1. FRG 2. USA                                                       | 84 Punkte 61 Punkte                                                 |
| Chronik                                                             |                                                                     |
| ← FRG-USA (M)                                                       | SWE-FRG-HUN Geher (M) →                                             |

Im elften Vergleich des Länderkampfjahres 1977 traten die bundesdeutschen Frauen wie ihre männlichen Kollegen am 25./26. Juni in Gelsenkirchen gegen die USA an. Die Bilanz der sieben vorangegangenen Begegnungen gegen die USA lautete sechs zu eins für die Bundesrepublik.

## Modus
Auf dem Programm stand neben den bei Frauenländerkämpfen üblichen dreizehn Disziplinen, die den olympischen Frauenwettbewerbskatalog komplett abdeckten, ein Rennen über 400 Meter Hürden, eine Disziplin, die bei den Olympischen Spielen 1984 in Los Angeles olympisch wurde. Die Wertung erfolgte nach dem Standardsystem.

## Ergebnis
Die bundesdeutschen Leichtathletinnen gestalteten diesen Länderkampf durchgängig dominant. Sie entschieden fünf der Einzelläufe für sich, die US-Amerikanerinnen nur zwei. Die beiden Staffeln gingen allerdings an die USA. Die Siege im Bereich Sprung wurden geteilt – die USA war im Weitsprung erfolgreich, die Bundesrepublik im Hochsprung. Die bundesdeutschen Sportlerinnen erzielten dabei allerdings einen Doppelerfolg, was den US-Amerikanerinnen nicht gelang. Alle drei Disziplinen der Kategorie Wurf/Stoß beendeten die bundesdeutschen Vertreterinnen siegreich. So gab es mit 84 zu 61 Punkten wieder einen bundesdeutschen Erfolg, die Bilanz lautete nun sieben zu eins für die Bundesrepublik Deutschland.

## Legende
Kurze Übersicht zur Bedeutung der Symbolik – so üblicherweise auch in sonstigen Veröffentlichungen verwendet:
| DNF | nicht im Ziel (did not finish) |

## Resultate

### 100 m
| Platz | Athletin         | Land | Zeit (s) |
| ----- | ---------------- | ---- | -------- |
| 1     | Annegret Richter | FRG  | 11,03    |
| 2     | Brenda Morehead  | USA  | 11,18    |
| 3     | Evelyn Ashford   | USA  | 11,25    |
| 4     | Elvira Possekel  | FRG  | 11,54    |

Datum: 25. Juni

### 200 m
| Platz | Athletin              | Land | Zeit (s) |
| ----- | --------------------- | ---- | -------- |
| 1     | Annegret Richter      | FRG  | 22,77    |
| 2     | Chandra Cheeseborough | USA  | 23,29    |
| 3     | Sandra Howard         | USA  | 23,38    |
| 4     | Dagmar Schenten       | FRG  | 23,79    |

Datum: 26. Juni

### 400 m
| Platz | Athletin        | Land | Zeit (s) |
| ----- | --------------- | ---- | -------- |
| 1     | Sharon Dabney   | USA  | 52,78    |
| 2     | Dagmar Fuhrmann | FRG  | 53,10    |
| 3     | Elke Decker     | FRG  | 54,38    |
| 4     | Kim Thomas      | USA  | 55,10,   |

Datum: 25. Juni

### 800 m
| Platz | Athletin      | Land | Zeit (min) |
| ----- | ------------- | ---- | ---------- |
| 1     | Ursula Hook   | FRG  | 2:01,7     |
| 2     | Julie Brown   | USA  | 2:03,3     |
| 3     | Bianca Theuss | FRG  | 2:05,0     |
| DNF   | Sue Latter    | USA  |            |

Datum: 25. Juni

### 1500 m
| Platz | Athletin          | Land | Zeit (min) |
| ----- | ----------------- | ---- | ---------- |
| 1     | Brigitte Kraus    | FRG  | 4:20,3     |
| 2     | Elisabeth Schacht | FRG  | 4:20,8     |
| 3     | Julie Brown       | USA  | 4:23,3     |
| 4     | Cindy Bremser     | USA  | 4:25,4     |

Datum: 26. Juni

### 100 m Hürden
| Platz | Athletin        | Land | Zeit (s) |
| ----- | --------------- | ---- | -------- |
| 1     | Leonore Leidel  | FRG  | 13,38    |
| 2     | Ursula Schalück | FRG  | 13,48    |
| 3     | Mary Smith      | USA  | 13,83    |
| 4     | Mary Ayers      | USA  | 14,13    |

Datum: 26. Juni

### 400 m Hürden
| Platz | Athletin        | Land | Zeit (s) |
| ----- | --------------- | ---- | -------- |
| 1     | Debbie Esser    | USA  | 56,86    |
| 2     | Erika Weinstein | FRG  | 57,66    |
| 3     | Mary Ayers      | USA  | 59,88    |
| 4     | Heike Neumann   | FRG  | 59,96    |

Datum: 25. Juni

### 4 × 100 m Staffel
| Platz | Besetzung      | Land                                                               | Zeit (s) |
| ----- | -------------- | ------------------------------------------------------------------ | -------- |
| 1     | USA            | Brenda Morehead Chandra Cheeseborough Sandra Howard Evelyn Ashford | 43,53    |
| 2     | BR Deutschland | Elvira Possekel Annegret Richter Petra Sharp Dagmar Schenten       | 43,64    |

Datum: 25. Juni

### 4 × 400 m Staffel
| Platz | Besetzung      | Land                                               | Zeit (min) |
| ----- | -------------- | -------------------------------------------------- | ---------- |
| 1     | USA            | Sharon Dabney Sue Latter Kim Thomas Pamela Jiles   | 3:31,9     |
| 2     | BR Deutschland | Elke Decker Ursula Hook Elke Barth Dagmar Fuhrmann | 3:32,5     |

Datum: 26. Juni

### Hochsprung
| Platz | Athletin           | Land | Höhe (m) |
| ----- | ------------------ | ---- | -------- |
| 1     | Karin Geese        | FRG  | 1,85     |
| 2     | Brigitte Holzapfel | FRG  | 1,80     |
| 3     | Paula Girven       | USA  | 1,80     |
| 4     | Theresa Smith      | USA  | 1,75     |

Datum: 25. Juni

### Weitsprung
| Platz | Athletin       | Land | Weite (m) |
| ----- | -------------- | ---- | --------- |
| 1     | Cathy McMillan | USA  | 6,56      |
| 2     | Anke Weigt     | FRG  | 6,39      |
| 3     | Jody Anderson  | USA  | 6,32      |
| 4     | Sabine Wecke   | FRG  | 6,27      |

Datum: 25. Juni

### Kugelstoßen
| Platz | Athletin        | Land | Weite (m) |
| ----- | --------------- | ---- | --------- |
| 1     | Eva Wilms       | FRG  | 20,32     |
| 2     | Beatrix Philipp | FRG  | 16,65     |
| 3     | Maren Seidler   | USA  | 15,68     |
| 4     | Kathy Devine    | USA  | 14,85     |

Datum: 25. Juni

### Diskuswurf
| Platz | Athletin        | Land | Weite (m) |
| ----- | --------------- | ---- | --------- |
| 1     | Ingra Manecke   | FRG  | 56,32     |
| 2     | Eva Wilms       | FRG  | 56,24     |
| 3     | Lynne Winbigler | USA  | 54,38     |
| 4     | Kathy Devine    | USA  | 42,70     |

Datum: 26. Juni

### Speerwurf
| Platz | Athletin      | Land | Weite (m) |
| ----- | ------------- | ---- | --------- |
| 1     | Marion Becker | FRG  | 60,32     |
| 2     | Heidi Repser  | FRG  | 59,78     |
| 3     | Lynn Cannon   | USA  | 58,64     |
| 4     | Karin Smith   | USA  | 58,46     |

Datum: 26. Juni